# René Marguerie
Pour les articles homonymes, voir Marguerie.
René-Pierre Marguerie (17 mai 1847 à Paris - 13 mars 1925 à Paris) est un homme politique, magistrat et haut fonctionnaire français, vice-président du Conseil d'État.

## Biographie
Rentré au Conseil d'État, il est président de la Section du contentieux de 1908 à 1912, puis vice-président du Conseil d'État de 1913 à 1919.
Il est aussi conseiller général du canton de Bricquebec¿

## Décorations
Grand officier de la Légion d'honneur : 1919

## Publications
- Cours de droit administratif

## Sources
- Elie Guéné, Pierre Leberruyer, Mémento du département de la Manche: données essentielles sur le département, 1991
- Le Conseil d'Etat, son histoire à travers les documents d'époque, 1799-1974: catalogue de l'exposition organisée au Palais-Royal 22-28 janvier 1975, à l'occasion de la présentation de l'ouvrage, 1975